# Belete Assefa
Belete Assefa (ur. 3 marca 1991) – etiopski lekkoatleta specjalizujący się w biegach długich.
W 2010 zajął 10. miejsce w indywidualnym biegu juniorów podczas przełajowych mistrzostw świata oraz zdobył srebrny medal tych zawodów w rywalizacji drużynowej. 